# Luis Alvarez
För den spanske konstnären, se Luis Alvarez y Catala

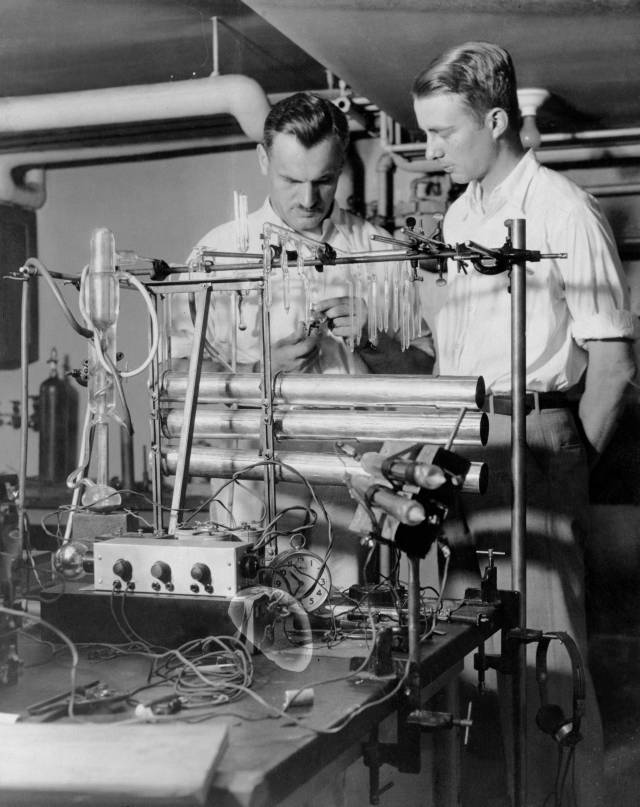
Alvarez som doktorand hos Arthur Compton vid University of Chicago 1933.

Luis Walter Alvarez, född 13 juni 1911 i San Francisco, död 1 september 1988 i Berkeley, Kalifornien, var en amerikansk fysiker. 1968 tilldelades han Nobelpriset i fysik för sina studier av de partiklar som bildas i partikelacceleratorer.
Luis Alvarez lade även, tillsammans med sin son Walter, fram en teori om att massutdöendet vid krita/tertiär-gränsen för 65 miljoner år sedan berodde på ett meteoritnedslag. Meteoriten anses vara den som orsakade Chicxulubkratern under Yucatánhalvön i Mexiko.
Asteroiden 3581 Alvarez är uppkallad efter honom och hans son.